# Тони Кэй
Тони Кэй (англ. Tony Kaye; настоящее имя Энтони Джон Селвидж, англ. Anthony John Selvidge; 11 января 1946, Лестер, Англия) — британский клавишник, наиболее известный как один из основателей прогрессивной рок-группы Yes.
Кэй был оригинальным участником Yes с 1968 до 1971 года, затем вновь с 1983 до 1995. Между двумя своими заходами в Yes он успел поиграть в группах Flash, Badger, Detective и присоединиться к поп-рок-группе Badfinger для записи их последнего альбома в 1981 году. В настоящее время он играет в группе Circa, которую основал с двумя музыкантами Yes — Билли Шервудом и Аланом Уайтом.
В 2017 году Кей был включен в Зал славы рок-н-ролла как участник Yes.

## Дискография

#### Сольные альбомы
- End of Innocence (2021)

#### Yes
- Yes (1969)
- Time and a Word (1970)
- The Yes Album (1971)
- 90125 (1983)
- Big Generator (1987)
- Union (1991)
- Talk (1994)

#### Flash
- Flash (1972)

Badger
- One Live Badger (1973)
- White Lady (1974)
- Dean's List (1998)

Detective
- Detective (1977)
- It Takes One To Know One (1978)

#### Badfinger
- Say No More (1981)

#### CIRCA
- CIRCA: 2007 (2007)
- CIRCA: Live (2008)
- CIRCA: HQ (2009)
- CIRCA: Overflow (2009)
- And So On (2011)
- Live From Here There & Everywhere (2013)
- Valley of the Windmill (2016)